# هوثورن
هوثورن (بالإنجليزية: Hawthorne)‏ هي مدينة أمريكية تقع في ولاية فلوريدا. تبلغ مساحة هذه المدينة 12.4 (كم²)،ويبلغ عدد سكانها 1417 نسمة حسب إحصاء سنة 2010 م 1417.تشير إحصاءات سنة 2000م بأن الكثافة السكانية في هذه المدينة تقدر بـ(114.2) نسمة/كم2 

## أعلام
- جيمس إدواردز
- كورنيليوس إنغرام